# Gobierno y política de Argelia
El Gobierno y la política de Argelia se desarrolla en el marco de una república constitucional semipresidencial, en la que el presidente de Argelia es el jefe de Estado, mientras que el primer ministro de Argelia es el jefe de Gobierno. El poder ejecutivo es ejercido por el gobierno. El poder legislativo recae tanto en el gobierno como en las dos cámaras del parlamento, la Asamblea Popular Nacional y el Consejo de la Nación. Las fuerzas armadas son consideradas un poder fáctico en el país.
Desde principios de la década de 1990, un cambio de una economía socialista a una economía de libre mercado ha estado en curso con el apoyo oficial.

## Constitución
Según la Constitución de 1976 (modificada en 1979 y enmendada en 1988, 1989 y 1996) Argelia es un estado multipartidista. Todas los partidos deben ser aprobadas por el Ministerio del Interior. Según la Constitución, no se puede formar una asociación política si está "basada en diferencias de religión, idioma, raza, género o región".

## Ejecutivo

### Presidente de la República
El jefe de Estado es el presidente de la República, elegido por sufragio universal, directo y secreto para un mandato de cinco años y no puede ejercerlo más de dos términos.
El presidente es el jefe del Consejo de Ministros y el Alto Consejo de Seguridad. También es Comandante en Jefe de las fuerzas armadas, responsable de la defensa nacional, decide y dirige la política exterior de la Nación. Preside el Consejo de Ministros, nombra al primer ministro y también puede poner fin a sus funciones, firma los decretos presidenciales, tiene el derecho de gracia, el derecho a la remisión o la conmutación de la pena. También puede celebrar un referéndum, adornos de adjudicación y celebrar y ratificar tratados internacionales.
El presidente nombra:
- Presidente del Consejo de Estado.
- Secretario general del Gobierno.
- Gobernador del Banco de Argelia.
- Magistrados.
- Los jefes de los organismos de seguridad.
- Walis.

### Primer ministro
El presidente de la República nombra al primer ministro que es el Jefe de Gobierno. 
El primer ministro debe presentar su programa para su aprobación por la Asamblea Popular Nacional. Esto abre un debate, y el jefe de Gobierno podrá adaptar su programa a los deseos de los parlamentarios. En un segundo paso, el primer ministro deberá entregar un informe de su programa para el Consejo de la Nación. Si la Asamblea Popupar Nacional rechaza el programa del Gobierno, el primer ministro deberá presentar la dimisión de su gobierno al Presidente de la República, y este nombrará un nuevo primer ministro en los mismos términos indicados anteriormente. Pero si la Asamblea Popular rechaza el programa del nuevo primer ministro, la asamblea se disuelve y se convocan nuevas elecciones. El gobierno es dirigido por un interino, hasta la nueva elección de la asamblea, que debe ocurrir en un plazo máximo de tres meses.
El primer ministro podrá pedir el voto de confianza a los parlamentarios, si la moción de confianza no es votada, el gobierno debe presentar su dimisión al Presidente.
El Jefe de Gobierno tiene varias funciones:
- Distribuye las funciones entre los miembros del Gobierno, de conformidad con las disposiciones constitucionales.
- Preside el Consejo de Gobierno.
- Está a cargo de la aplicación de las leyes y reglamentos.
- Firma decretos ejecutivos.
- Garantiza el buen funcionamiento de la administración pública.

## Legislativo
El poder legislativo se le denomina Parlamento de Argelia, es bicameral y está compuesto por:
- Asamblea Popular Nacional es la cámara baja, con 462 escaños directamente elegidos mediante el sistema de representación proporcional por un periodo de cinco años.

- Consejo de la Nación es la cámara alta, con 144 escaños. Dos tercios (96 miembros) se eligen por las administraciones regionales y municipales y el tercio restante (48 miembros) son nombrados por el presidente por mandatos de 6 años. La mitad de los escaños son renovables cada 3 años. El número de miembros del Consejo puede alcanzar, como máximo, la mitad de los miembros de la Asamblea Nacional Popular.

El presidente o cualquiera de las cámaras (con el apoyo de un mínimo de 20 diputados) pueden promulgar proyectos de leyes, pero estas tienen que pasar por ambas cámaras antes de convertirse en ley. Las sesiones de la Asamblea Popular Nacional se emiten en la televisión.

## Judicial
El Tribunal Supremo de Argelia|Tribunal Supremo]] es el tribunal de apelación más alto de Argelia. Se compone de cuatro cámaras: una cámara de derecho privado para casos civiles y comerciales, una cámara social que preside sobre cuestiones de seguridad social y laboral, una cámara penal y una cámara administrativa.

## Elecciones
- Elecciones legislativas de Argelia de 2017
- Elecciones presidenciales de Argelia de 2019

## Divisiones administrativas
Argelia está dividida en 48 wilayas (regiones) dirigidos por walis. Cada wilaya está dividida en daïras, que se subdividen en comunas. 
Cada wilaya y comuna son gobernados por una asamblea electa. Se denominan Assemblée Populaire de Wilaya (APW) y Assemblée Populaire Communale (APC).